# Serra Vuturuvu
Serra Vuturuvu är kullar i Brasilien.   De ligger i delstaten Paraná, i den södra delen av landet, 1 100 km söder om huvudstaden Brasília.
I omgivningarna runt Serra Vuturuvu växer i huvudsak städsegrön lövskog. Runt Serra Vuturuvu är det ganska glesbefolkat, med 38 invånare per kvadratkilometer.